# Cantone di Pujilí
Il cantone di Pujilí è un cantone dell'Ecuador che si trova nella provincia del Cotopaxi.
Il capoluogo del cantone è Pujilí.